# Lista do Patrimônio Mundial na Rússia
A Organização das Nações Unidas para a Educação, a Ciência e a Cultura (UNESCO) propôs um plano de proteção aos bens culturais do mundo, através do Comité sobre a Proteção do Património Mundial Cultural e Natural, aprovado em 1972. Esta é uma lista do Patrimônio Mundial existente na Rússia, especificamente classificada pela UNESCO e elaborada de acordo com dez principais critérios cujos pontos são julgados por especialistas na área. A Rússia, que ocupa um grande território intercontinental berço de um longevo império cujo legado cultural se estende até os dias atuais, ratificou a convenção em 12 de outubro de 1988, tornando seus locais históricos elegíveis para inclusão na lista.
Os sítios Centro Histórico de São Petersburgo e Conjuntos Monumentais Relacionados, Kizhi Pogost e Kremlin e Praça Vermelha - todos de interesse cultural - foram os primeiros locais da Rússia incluídos na lista do Patrimônio Mundial da UNESCO por ocasião da 14ª Sessão do Comitè do Património Mundial, realizada em Banff (Canadá) em 1990. Desde a mais recente adesão à lista, a Rússia totaliza 32 sítios classificados como Patrimônio da Humanidade, sendo 20 deles de classificação cultural e 12 de classificação natural. A Rússia possui ainda os seguintes sítios compartilhados com outros países: Istmo da Curlândia (com Lituânia); Bacia do Uvs Nuur e Paisagens de Dauria (com Mongólia); e Arco Geodésico de Struve (com Bielorrússia, Estónia, Finlândia, Letónia, Lituânia, Moldávia, Noruega, Suécia e Ucrânia).

## Bens culturais e naturais
A Rússia conta atualmente com os seguintes lugares declarados como Patrimônio da Humanidade pela UNESCO:
| | Centro Histórico de São Petersburgo e Conjuntos Monumentais Relacionados |
| Bem cultural inscrito em 1990, modificado em 2013. |                                                                          |
| Localização: Leningrado |                                                                          |
| Chamada de "Veneza do Norte" por seus numerosos canais e mais de 400 pontes, a cidade de São Petersburgo é fruto do vasto projeto urbanístico inciado em 1703 por Pedro, o Grande. Batizada com o nome de Leningrado nos tempos da União Soviética, a cidade esteve estreitamente associada a Revolução de Outubro. Em seu patrimônio arquitetônico se harmonizam os estilos opostos do barroco e neoclassicismo, tal como se pode apreciar no Almirantado, o Palácio de Inverno, o Palácio de Mármore e o Hermitage. (UNESCO/BPI) |                                                                          |

| | Kizhi Pogost |
| Bem cultural inscrito em 1990. |              |
| Localização: Carélia |              |
| Localizado na Carélia, o "pogost" ou recinto paroquial da ilha de Kizhi, uma das muitas que povoam o Lago Onega, compreende duas igrejas de madeira do século XVIII e uma torre octogonal com relógio edificada em 1862. Estes surpreendentes edifícios não somente demonstram a arte audaz dos carpinteiros que materializaram uma concepção visionária da arquitetura, como também perpetuam uma antiquíssima estruturação do espaço paroquial e se harmonizam perfeitamente com a paisagem ao redor. (UNESCO/BPI) |              |

| | Kremlin e Praça Vermelha, Moscovo |
| Bem cultural inscrito em 1990. |                                   |
| Localização: Moscovo |                                   |
| Indissoluvelmente vinculado aos mais transcendentais acontecimentos históricos e políticos da Rússia desde o século XIII, o kremlin de Moscou foi construído entre os séculos XIV e XVII por toda uma série de excelentes arquitetos russos e estrangeiros. Além de ser a residência do Grão-Príncipe, foi um importante centro religioso. Ao sopé de suas muralhas, na Praça Vermelha, se ergue a Basílica de São Basílio, o Bem-Aventurado, um dos mais belos monumentos da arte ortodoxa. (UNESCO/BPI) |                                   |

| | Monumentos Históricos da Novogárdia e Arredores |
| Bem cultural inscrito em 1992. |                                                 |
| Localização: Novogárdia |                                                 |
| Localizada na antiga rota comercial entre a Ásia Central e o Norte da Europa, Novgorod foi a primeira capital da Rússia no século IX. Com suas muitas igrejas e mosteiros, esta cidade era um importante centro da vida espiritual ortodoxa e da arquitetura russa. Seus monumentos e afrescos medievais executados no século XIV por Teófanes, o grego, o mestre de Andrei Rublev, ilustram o extraordinário desenvolvimento alcançado pela arquitetura e criação artística da época. (UNESCO/BPI) |                                                 |

| | Sítio Histórico e Cultural das Ilhas Solovetsky |
| Bem cultural inscrito em 1992. |                                                 |
| Localização: Arkhangelsk |                                                 |
| Localizadas na parte ocidental do Mar Branco, as seis ilhas do arquipélago de Solovetsky totalizam uma área de 300 km². Povoado desde o quinto milênio a.C., o arquipélago preserva importantes vestígios de um assentamento humano que data de dois milênios depois. O local tem várias igrejas construídas entre os séculos XVI e XIX, testemunhas da presença das comunidades monásticas piedosas que se estabeleceram nas ilhas desde o século XV. (UNESCO/BPI) |                                                 |

| | Monumentos de Vladimir e de Susdália |
| Bem cultural inscrito em 1992. |                                      |
| Localização: Vladimir |                                      |
| Cidades históricas da Rússia Central, Vladimir e Susdália possuem um grande número de magníficos edifícios civis e religiosos dos séculos XII e XIII. Duas obras-primas, a igreja colegiada de São Demétrio e a Catedral da Assunção, ocupam um lugar muito importante na história da arquitetura russa. (UNESCO/BPI) |                                      |

| | Mosteiro da Trindade-São Sérgio em Sergiev Posad |
| Bem cultural inscrito em 1993. |                                                  |
| Localização: Moscovo |                                                  |
| O sítio é um exemplo excepcional de um mosteiro ortodoxo, ainda ativo, dotado de estruturas defensivas características do período em que foi desenvolvida (séculos XV a XVIII). Na igreja principal, a Catedral da Assunção (que evoca a catedral de mesmo nome construída no Kremlin), é o túmulo de Boris Godunov. Entre os muitos tesouros da laura destaca-se "A Trindade", o famoso ícone de Andrei Rublyov. (UNESCO/BPI) |                                                  |

| | Igreja da Ascensão em Kolomenskoye |
| Bem cultural inscrito em 1994. |                                    |
| Localização: Moscovo |                                    |
| Localizada perto de Moscou, na propriedade imperial de Kokomenskoy, a Igreja da Ascensão foi construída em 1532 para celebrar o nascimento do futuro czar Ivan IV, o Terrível. Foi uma das primeiras igrejas tradicionais com uma estrutura de pedra e tijolo coberta por um telhado de madeira. Este estilo arquitetônico exerceu uma grande influência na arquitetura religiosa posterior. (UNESCO/BPI) |                                    |

| | Florestas Virgens de Komi |
| Bem natural inscrito em 1995. |                           |
| Localização: Komi |                           |
| Este local abrange 3.280.000 hectares de tundra e tundra alpina na região das Montanhas Urais, bem como uma das maiores áreas de florestas boreais virgens da Europa. Esta vasta extensão de coníferas, álamo, bétulas, turfeiras, rios e lagos naturais, está sendo observada e estudada há mais de cinquenta anos 50 anos, o que permitiu coletar dados muito valiosos sobre os processos naturais que influenciam a biodiversidade na taiga. (UNESCO/BPI) |                           |

| | Vulcões de Kamchatka |
| Bem natural inscrito em 1996, estendido em 2001. |                      |
| Localização: Kamtchatka |                      |
| A Península de Kamchatka é uma das regiões vulcânicas mais excepcionais do planeta, devido à grande concentração e variedade de vulcões ativos, bem como à diversidade de fenômenos geológicos relacionados. As seis zonas do local abrangem a maioria das principais características vulcânicas da península. A interação entre vulcões e geleiras ativas dá à paisagem um dinamismo de grande beleza. Além disso, o local abriga a maior variedade de salmónides do mundo e grandes concentrações de lontras marinhas, ursos pardos e águias marinhas de Steller. (UNESCO/BPI) |                      |

| | Lago Baikal |
| Bem natural inscrito em 1996. |             |
| Localização: Irkutsk |             |
| Localizado a sudeste da Sibéria, este lago tem uma área de 3.150.000 hectares e é o mais antigo (25 milhões de anos) e o mais profundo do mundo (1.700 metros). Contém 20% da água fresca não gelada da Terra. Devido à sua idade e isolamento, possui uma das mais ricas e únicas faunas de água doce do planeta. O interesse excepcional que oferece para o estudo da evolução das espécies rendeu ao Lago Baikal o apelido de "As Galápagos da Rússia". (UNESCO/BPI) |             |

| | Montanhas Douradas do Altai |
| Bem natural inscrito em 1998. |                             |
| Localização: Altai |                             |
| Localizada no sul da Sibéria, a Cordilheira altai é o maciço de montanha mais importante da região biogeográfica da Sibéria Ocidental e as cabeceiras dos dois maiores rios nela, o Obi e o Irtich. O local compreende três partes distintas: a área de Zapovednik Altaisky com uma área de proteção ao redor do Lago Teletskoie; a área de Zapovednik Katunsky com uma área de proteção ao redor do Monte Beluja; e a zona silenciosa de Ukok, localizada no planalto de mesmo nome. O local, que abrange uma área total de 1.611.457 hectares, oferece a sequência mais completa de áreas vegetais de alta altitude em toda a Sibéria Central: estepe, estepe florestal, floresta mista, vegetação subalpina e vegetação alpina. É também um habitat de grande importância para a conservação de algumas espécies ameaçadas de extinção, em particular o leopardo-da-neve. (UNESCO/BPI) |                             |

| | Cáucaso Ocidental |
| Bem natural inscrito em 1999. |                   |
| Localização: Krasnodar |                   |
| Localizado a 50 quilômetros a nordeste do Mar Negro, este local de 275.000 hectares é uma das poucas grandes áreas montanhosas da Europa que mal sofreu o impacto da atividade humana. Seus prados alpinos e subalpinas só serviram como alimento para animais selvagens, e suas vastas florestas virgens, que se estendem das terras baixas até a zona subalpina, são únicas na Europa. O local possui uma grande variedade de ecossistemas, com abundantes espécies endêmicas e animais. Local de origem do bisão europeu, o Cáucaso Ocidental também foi o primeiro local onde o repovoamento desta espécie começou. (UNESCO/BPI) |                   |

| | Mosteiro de Ferapontov |
| Bem cultural inscrito em 2000. |                        |
| Localização: Oblast de Vologda |                        |
| Localizado na região de Vologda, no norte da Rússia, o Mosteiro de Ferapóntov é um complexo monástico ortodoxo bem preservado que data dos séculos XV ao XVII, um período de grande importância no desenvolvimento do Estado russo unificado e de sua cultura. A arquitetura do mosteiro é notável por sua criatividade e pureza de suas linhas. O interior é ornamentado com magníficos murais de Dionísio, o mais distinto dos pintores russos do final do século XV. (UNESCO/BPI) |                        |

| | Istmo da Curlândia |
| Bem cultural inscrito em 2000. |                    |
| Este bem é compartilhado com: Lituânia. |                    |
| Localização: Kaliningrado |                    |
| A ocupação humana desta estreita península de dunas de areia – 98 km de comprimento e 0,4 a 4 km de largura – remonta aos tempos pré-históricos. Submetido ao contínuo ataque de ventos e ondas, o istmo deve seu estado atual de conservação aos esforços árduos feitos por seus habitantes para combater a erosão. Este trabalho implacável é ilustrado pelos projetos de estabilização e arborização em curso que estão sendo realizados. (UNESCO/BPI) |                    |

| | Complexo Arquitetônico e Histórico do Kremlin de Cazã |
| Bem cultural inscrito em 2000. |                                                       |
| Localização: Tartaristão |                                                       |
| Sentada em vestígios de edifícios antigos, esta fortaleza data do período muçulmano da Horda Dourada e do Canato Kazan. Em 1552, foi conquistada por Ivan, o Terrível, e tornou-se a sede do cristianismo nos territórios volga. O Kremlin Kazan, além de ser a única fortaleza tártara sobrevivente na Rússia, é um importante centro de peregrinação. O local é formado por um conjunto de edifícios históricos dos séculos XVI ao XIX que integram vestígios de edifícios mais antigos, construídos entre os séculos X E XVI. (UNESCO/BPI) |                                                       |

| | Sijote-Alín Central |
| Bem natural inscrito em 2001. |                     |
| Localização: Primorsky |                     |
| A cordilheira Sikhote-Alin abriga uma das mais ricas e incomuns florestas de zonas temperadas do mundo. Neste lugar de transição entre a taiga e a zona subtropical coexistem espécies animais do sul, como o tigre e o urso do Himalaia, e o norte, como o urso marrom e o lince. O local, que se estende dos picos de Sikhote-Alin até o Mar do Japão, é importante para a conservação de inúmeras espécies ameaçadas de extinção, incluindo o tigre de Amur. (UNESCO/BPI) |                     |

| | Bacia do Uvs Nuur |
| Bem natural inscrito em 2003. |                   |
| Este bem é compartilhado com: Mongólia. |                   |
| Localização: Tuva |                   |
| Esta bacia isolada de mais de um milhão de hectares é a mais ao norte da Ásia Central e recebe seu nome a partir do grande lago de Ubs Nuur. Raso e muito salgado, este lago desempenha um papel muito importante na vida das aves migratórias, tanto fluviais quanto de lagos e marinhos. O local é dividido em doze áreas protegidas e possui uma ampla gama de ecossistemas representantes dos principais biomas da Eurásia Oriental. O ecossistema de estepes abriga uma grande variedade de aves e nas áreas do deserto vivem gerbils, gerbils e uma espécie rara de cocô de mármore. As áreas montanhosas servem como refúgio para uma espécie em extinção, o leopardo-da-neve, bem como ovelhas da montanha (argalis) e íbex asiáticos. (UNESCO/BPI) |                   |

| | Cidadela, Cidade Antiga e Fortaleza de Derbente |
| Bem cultural inscrito em 2003. |                                                 |
| Localização: Daguestão |                                                 |
| A cidadela, a cidade antiga e a fortaleza de Derbente faziam parte do dispositivo de defesa da fronteira norte do império persa dos sassânidas, que se estendia a leste e oeste do Mar Cáspio. As fortificações de pedra consistiam em duas paredes paralelas que formavam uma barreira do litoral até a montanha. Construída entre os dois muros, a cidade de Derbente manteve uma parte de sua estrutura urbana medieval. Até o final do século XIX este local tinha uma grande importância no plano estratégico. (UNESCO/BPI) |                                                 |

| | Sistema Natural da Reserva da Ilha de Wrangel |
| Bem natural inscrito em 2004. |                                               |
| Localização: Tchukotka |                                               |
| Este sistema natural está dentro do Círculo Ártico e compreende a ilha montanhosa de Wrangel (7.608 km2), a ilha herald (11 km2) e suas respectivas águas territoriais. A Ilha Wrangel não estava coberta de gelo durante a glaciação da Era Quaternária, então sua biodiversidade é extraordinariamente rica. Essas ilhas possuem a maior população mundial de Morsas no Pacífico, bem como a maior densidade de covas ancestrais de ursos brancos. Para suas águas vêm para alimentar as baleias cinzentas que migram das costas do México e em suas terras são os locais de ninho mais ao norte do planeta para 100 espécies de aves migratórias, muitas das quais estão em perigo de extinção. Até hoje, 417 espécies e subespécies de plantas vasculares foram catalogadas em Wrangel, ou seja, mais do que em outras ilhas do Ártico e duas vezes mais do que em qualquer outro território da tundra ática de dimensões comparáveis. Algumas dessas espécies vegetais são formas derivadas de espécies continentais comuns, outras são resultado da hibridização recente, e vinte e três são endêmicas. (UNESCO/BPI) |                                               |

| | Convento de Novodevichy |
| Bem cultural inscrito em 2004. |                         |
| Localização: Moscovo |                         |
| Construído nos séculos XVI e XVII, no estilo barroco de Moscou, o Convento Novodevichy, localizado a sudoeste de Moscou, foi um dos muitos elos na cadeia de mosteiros que faziam parte do sistema defensivo da cidade. Este convento estava diretamente ligado à história política, cultural e religiosa da Rússia, e manteve, acima de tudo, laços muito próximos com o Kremlin de Moscou, uma vez que era frequentado por mulheres da família do czar e da aristocracia. Alguns membros e parentes da família do czar foram enterrados em seu cemitério. O convento é um dos mais belos exemplos das conquistas da arquitetura russa e em seus quartos ricamente decorados abriga uma importante coleção de pinturas e obras de arte. (UNESCO/BPI) |                         |

| | Centro Histórico da Cidade de Yaroslavl |
| Bem cultural inscrito em 2005. |                                         |
| Localização: Yaroslavl |                                         |
| Localizada na confluência dos rios Volga e Kotorosl, cerca de 250 km a nordeste de Moscou, a cidade histórica de Yaroslavl tornou-se um grande centro comercial no século XI. É famosa por suas igrejas do século XVII e também é um exemplo excepcional da reforma urbana imposta em 1763 pela Imperatriz Catarina, a Grande, em toda a Rússia. Embora continuasse a reter uma parte de suas importantes estruturas antigas, a cidade foi renovada em estilo neoclássico e de acordo com um plano de planejamento urbano em forma de estrela. Yaroslavl também preserva elementos arquitetônicos do século XVI no Mosteiro de Spassky, um dos mais antigos da região do Alto Volga, que foi objeto de inúmeras reconstruções desde sua fundação no final do século XII no local de um templo pagão. (UNESCO/BPI) |                                         |

| | Planalto Putorana |
| Bem natural inscrito em 2010. |                   |
| Localização: Krasnoyarsk |                   |
| Localizada na parte norte da Sibéria Central, cerca de 100 km ao norte do Círculo Ártico, a parte do planalto inscrito na Lista abrange toda a Parte da Reserva Natural do Estado de Putorana. A reserva compreende uma cadeia de montanhas isolada com um conjunto completo de ecossistemas intactos do Ártico e subárticos de taiga, tundra e deserto, bem como lagos e rios. Este local é um lugar de migração em massa de reinder selvagem, um fenômeno natural extraordinário cada vez mais raro. (UNESCO/BPI) |                   |

| | Parque Natural dos Pilares do Lena |
| Bem natural inscrito em 2012. |                                    |
| Localização: Sakha |                                    |
| O Parque Natural dos Pilares de Lena é caracterizado por suas espetaculares colunas rochosas de quase cem metros de altura localizadas às margens do rio Lena, no centro da República de Sakha (Yakutia). Essas rochas foram formadas devido ao clima continental extremo da região, cujas temperaturas variam de 60º abaixo de zero no inverno a 40º no verão. Os pilares formam tranças rochosas isoladas umas das outras por torrentes profundas e abruptas que se desenvolveram durante períodos de degelo. A penetração da água da superfície deu origem a processos criogênicos (geada e degelo) que ampliaram as torrentes para isolar os pilares uns dos outros. Os processos fluviais também influenciaram a formação dos pilares. O local também contém restos fósseis do período cambriano pertencentes a inúmeras espécies, algumas delas únicas. (UNESCO/BPI) |                                    |

| | Complexo Arqueológico e Cultural de Bolgar |
| Bem cultural inscrito em 2014. |                                            |
| Localização: Tartaristão |                                            |
| Esta propriedade está localizada às margens do rio Volga, ao sul de sua confluência com o rio Kama, e ao sul da capital do Tartaristão, Kazan. Contém evidências da cidade medieval de Bolgar, uma solução primitiva da civilização Volga-Bolgar, que existiu entre os séculos VII e XV d.D., e foi a primeira capital da Horda Dourada no século XIII. Bolgar representa os intercâmbios culturais históricos e transformações da Eurásia ao longo de vários séculos que desempenharam um papel fundamental na formação de civilizações, costumes e tradições culturais. A propriedade oferece notável evidência de continuidade histórica e diversidade cultural. É um lembrete simbólico da aceitação do Islã pelos Volga-Bolgars em 22 d.D. e continua sendo um local sagrado de peregrinação para os muçulmanos tártaros. (UNESCO/BPI) |                                            |

| | Paisagens de Dauria |
| Bem natural inscrito em 2017. |                     |
| Este bem é compartilhado com: Mongólia. |                     |
| Localização: Transbaicália |                     |
| Compartilhado entre Mongólia e a Federação Russa, este sítio é um magnífico exemplo da ecorregião da Estepe da Dauria, que se estende desde o leste da Mongólia, Sibéria e ao noroeste da China. As mudanças climáticas cíclicas, que distinguem entre períodos secos e úmidos, criam uma ampla diversidade de espécies e ecossistemas de importância globa. Os diferentes tipos de estepe representados, como pradarias e florestas, assim como lagos e pântanos servem como habitats para espécies raras de fauna, como os grous e a avutarda, bem como milhões de aves migratórias vulneráveis e ameaçadas. É, além disso, um sítio crítico na rota de migração da gazela mongol. (UNESCO/BPI) |                     |

| | Catedral e Mosteiro da Assunção da cidade-ilha de Sviyazhsk |
| Bem cultural inscrito em 2017. |                                                             |
| Localização: Tartaristão |                                                             |
| Localizada na cidade insular de Sviajsk, a Catedral da Assunção faz parte do mosteiro de mesmo nome. Sviajsk foi fundada em 1551 pelo Czar Ivan IV, o Terrível, na confluência dos rios Sviaga, Shchuka e Volga, onde a rota comercial do último curso do rio e da Rota da Seda se cruzou. Sviajsk foi o posto militar do qual este soberano impulsionou a conquista do Canato Kazan. A situação e a composição arquitetônica do Mosteiro da Assunção são ilustrativas dos planos concebidos por Ivan, o Terrível, para a expansão territorial do Estado de Moscou e a disseminação do cristianismo ortodoxo. Nas paredes da catedral você pode admirar afrescos prodigiosos do estilo pictórico orienta ortodoxo. (UNESCO/BPI) |                                                             |

| | Igrejas da Escola de Arquitetura de Pskov |
| Bem cultural inscrito em 2019. |                                           |
| Localização: Pskov |                                           |
| Localizado no noroeste do país, na cidade histórica de Peskov, às margens do rio Velikaya, este monumental local é composto por torres fortificadas e edifícios oficiais, bem como igrejas, catedrais e mosteiros que são naturalmente integrados em seus arredores graças aos seus jardins, muros, cercas e cercas. Os elementos mais antigos desses edifícios datam do século XII e seus volumes cúbicos característicos, cofres, átrios e torres de sino são obra da escola de arquitetura Peskov. Influenciada pela escola pictórica Novgorod e pelas tradicionais correntes estéticas bizantinas, a criatividade desta escola arquitetônica atingiu seu auge nos séculos XV e XVI, gozando de grande prestígio em todo o país e exerceu por cinco séculos uma influência considerável na evolução dos estilos arquitetônicos na Rússia. (UNESCO/BPI) |                                           |

| | Petróglifos do Lago Onega e do Mar Branco |
| Bem cultural inscrito em 2021. |                                           |
| Localização: República da Carélia |                                           |
| O sítio contém 4.500 petróglifos esculpidos nas rochas durante o Neolítico, datados entre 6 e 7 mil anos atrás, e está localizado na República da Carélia, na Federação Russa. É um dos maiores sítios deste tipo na Europa com petróglifos que documentam a cultura neolítica na Fenoscândia. O sítio serial compreende 33 sítios em duas partes separadas por 300 km: 22 sítios de petróglifos no Lago Onega no distrito de Pudozhsky, com um total de mais de 1.200 figuras, e 3.411 figuras em 11 sítios do Mar Branco, no distrito de Belomorsky. As figuras de arte rupestre do Lago Onega representam principalmente pássaros, animais, figuras meio humanas e meio animais, bem como formas geométricas que podem ser símbolos do sol e da lua. Os petróglifos do Mar Branco são compostos principalmente de esculturas que retratam cenas de caça e navegação, incluindo seus equipamentos associados, bem como pegadas de animais e humanas. Eles mostram importantes qualidades artísticas e testemunham a criatividade da Idade da Pedra. Os petróglifos estão associados a lugares como assentamentos e locais de sepultamento. (UNESCO/BPI) |                                           |

| | Observatórios astronômicos da Universidade Estatal de Cazã |
| Bem cultural inscrito em 2023. |                                                            |
| Localização: Tartaristão |                                                            |
| A propriedade é composta de duas partes: uma no centro histórico de Cazã e outra na área florestada suburbana a oeste da cidade. O Observatório Astronômico de Cazã, construído em 1837, se encontra no campus da universidade e o edifício é caracterizado por uma fachada semi-circular e três torres com domos construídas para abrigar equipamentos astronômicos. O suburbano Observatório Astronômico de Engelhardt inclui estruturas para observação dos céus e edifícios residenciais, totalmente situado dentro de um parque. Os observatórios foram conservados em sua totalidade, incluindo instrumentos astronômicos, e atualmente desempenham principalmente funções educacionais. (UNESCO/BPI) |                                                            |

| Igreja de madeira às margens do Lago Kenozero. | Paisagem cultural do Lago Kenozero |
| Igreja de madeira às margens do Lago Kenozero. | Bem cultural inscrito em 2024. |
| Igreja de madeira às margens do Lago Kenozero. | Localização: Arcangel |
| Igreja de madeira às margens do Lago Kenozero. | Localizada no Parque Nacional do Kenozero na região noroeste da porção europeia da Federação Russa, a propriedade retrata a paisagem cultural local que desenvolveu-se ali desde o século XII, após a gradual expansão da população eslávica. O sítio incorpora uma variedade de assentamentos rurais tradicionais com arquitetura vernacular de madeira. A paisagem cultural do Kenozero reflete a administração comunal da agricultura e natureza que se desenvolveram através da fusão e interação da cultura de floresta fino-úgrica e a cultura de campo eslávica. As igrejas e outros edifícios religiosos de madeira, originalmente decorados com tetos pintados ou "céus", são elementos marcantes social, cultural e visualmente na região. Sua organização espacial, juntamente com os locais e símbolos sagrados, destacam a conexão espiritual dos residentes com este meio ambiente. (UNESCO/BPI) |

## Lista Indicativa
Em adição aos sítios inscritos na Lista do Patrimônio Mundial, os Estados-membros podem manter uma lista de sítios que pretendam nomear para a Lista de Patrimônio Mundial, sendo somente aceitas as candidaturas de locais que já constarem desta lista. Desde 2021, a Federação Russa conta com 28 locais na sua Lista Indicativa.
| Sítio                                                                    | Imagem | Local       | Ano  | Dados UNESCO              | Descrição |
| ------------------------------------------------------------------------ | ------ | ----------- | ---- | ------------------------- | --- |
| Valaam                                                                   |        | Carélia     | 1996 | Misto                     | |
| Reserva Histórica e Cultural Džejrach-Assa                               |        | Inguchétia  | 1996 | Cultural                  | A Reserva de Džejrach-Assa está localizada no curso superior de dois rios montanhosos: o rio Armhi e o rio Assa. Há 18 assentamentos nas encostas dos cânions onde há mais de 300 torres de defesa e habitáveis dos séculos XVI-XVII, 200 criptas do mesmo período, um lugar sagrado do século XV-XVI, um templo cristão medieval do século XII e muitas estruturas da Idade do Bronze (entre os séculos IX e VI a.C.). A reserva inclui uma tumba de Cromlech do século V-VI a..C.                                |
| Centro Histórico de Irkutsk                                              |        | Sibéria     | 1998 | Cultural                  | Irkutsk é considerada uma "cidade histórica", como um assentamento de mais de trezentos anos e com uma população de mais de 600 mil habitantes. O que caracteriza Irkutsk é um grande número de monumentos arquitetônicos preservados de diferentes épocas e estilos (Barroco siberiano, Classicismo, Art Nouveau, "estilo russo", tradições locais, gótico, bizantino, arte arquitetônica asiática) e, apesar de tudo, isso não perturba a unidade de toda a cidade.                                              |
| Kremlin de Rostov                                                        |        | Rostóvia    | 1998 | Cultural: ii, iii, iv, vi | O Kremlin de Rostov está localizado no centro de Rostov Veliky (a Grande), na colina de um lado do Lago Negro. O Kremlin consistia em três áreas independentes. O centro (Pátio do Bispo) é cercado por muros altos com torres. Duas outras partes menores são: Praça Sobomaya ao norte; enquanto a porção sul consiste no claustro de Gregório. Na segunda metade do século XVII, na época do Metropolitano Ioan Sysoevich, essas três partes foram unidas e o conjunto arquitetônico integral foi criado.        |
| Centro Histórico de Yeniseysk                                            |        | Krasnoyarsk | 2000 | Cultural: ii, iii, iv     | Fundada em 1619 na margem esquerda do rio Ienissei como uma fortaleza, facilitou a expansão dos russos para o leste. Yeniseysk permaneceu a maior cidade da Sibéria Oriental até o final do século XVIII. Devido à sua localização favorável, Yeniseysk tornou-se um centro muito importante para agricultura, navegação e comércio. |
| Petróglifos de Sikachi-Alyan                                             |        | Khabarovsk  | 2003 | Cultural                  | Os petróglifos de Sikači-Aljan representam monumentos únicos da história e da cultura e são de grande valor histórico, científico e artístico. O processo de seu estudo fornece uma oportunidade para traçar a evolução da arte das antigas tribos do Amur. Esta também é a fonte mais valiosa para o conhecimento da história e cultura dos povos indígenas de Priamur'e |
| Reserva Natural de Komandorsky                                           |        | Kamtchatka  | 2005 | Natural: vii, viii, ix, x | O arquipélago das Ilhas Comandante consiste em 15 ilhas de diferentes tamanhos que são as coroas de uma enorme cordilheira vulcânica subaquática que se estende do Alasca até Kamchatka. De acordo com os últimos dados, na flora das Ilhas Comandante, foram registradas 389 espécies de plantas vasculares,referentes a 183 gêneros e 63 famílias. |
| Reserva Natural de Magadan                                               |        | Magadan     | 1998 | Natural: vii, viii, ix, x | Todos os quatro setores da Reserva de Magadan estão separados um do outro, bastante difíceis de alcançar e não têm assentamentos ou rotas de transporte constantes. Cada aglomerado tem características distintas no aparecimento da localidade, condições climáticas, composição da flora e fauna. Os setores da Reserva de Magadan estão localizados dentro da montanha continental do extremo leste norte e da província físico-geográfica das terras altas.                                                    |
| Stolby de Krasnoyarsk                                                    |        | Krasnoyarsk | 2007 | Natural: vii, viii, ix, x | O Território Krasnoyarsk Stolby é um sistema integral dentro do qual os ecossistemas naturais são preservados em um estado bastante estável, apesar de estar localizado perto de uma cidade industrial. A área designada está localizada no esporão noroeste das Montanhas Saiani Oriental e quase todas elas estão incluídas na Reserva Natural do Estado de Stolby e sua área de conservação. |
| Pântano de Vassiugán                                                     |        | Sibéria     | 2007 | Natural: vii, viii, ix, x | O Grande Pântano Vassiugán, o maior sistema de pântanos do Hemisfério Norte, está localizado no setor central da Planície da Sibéria Ocidental. A aplicação diz respeito à parte oriental dos pântanos de Vassiugán com pântanos arborizados adjacentes e paisagens florestais (5 090,45 km²). As condições naturais da área são determinadas por sua localização em latitudes temperadas na parte central do continente eurasiano e dentro da planície e são típicas das regiões pantanosas da Sibéria Ocidental. |
| Complexo do Kremlin de Astracã                                           |        | Astracã     | 2008 | Cultural: ii, iii, iv     | O Kremlin de Astracã é um monumento notável da arte da construção militar e de engenharia da segunda metade do século XVI e da arquitetura da Igreja Ortodoxa dos séculos XVII-XVIII. Foi um assentamento típico do período de formação do Estado russo e foi levada em conta a paisagem natural, que também era a barreira contra a invasão militar inimiga. |
| Montanhas Ilmen                                                          |        | Chelyabinsk | 2008 | Natural: vii, viii        | As Montanhas Ilmen representam um fenômeno geológico único famoso pelos minerais semipreciosos e metais raros das camadas de pegmatita e pela disseminação das veias das rochas alcalinas dos Urais:os syenitas nefólicos. Eles hospedam várias rochas metamórficas e plutônicas,modificadas em diferentes graus por processos deformacionais e metasomáticos. A variedade de rochas das Montanhas Ilmen é conhecida como o "complexo de Ilmenogorsky".                                                            |
| Sítio Aqueológico de Tánais                                              |        | Rostov      | 2009 | Cultural: ii, iii, v      | A cidade de Tánais foi fundada no primeiro quarto do século III a.C. por colonos gregos que chegaram do Bósforo na foz do rio Tanai (agora Dom), que era a área de habitação e migração de várias tribos: sármatas, meotas, grandes dinamarqueses, godos, etc. Tánais rapidamente se desenvolveu em um empório (assentamento comercial) no extremo nordeste da esfera cultural helênica. |
| Complexo Memorial de Mamayev Kurgan aos Heróis da Batalha de Stalingrado |        | Volgogrado  | 2014 | Cultural: i, iv, vi       | O Complexo Memorial de Mamayev Kurgan, em Volgogrado, é dedicado aos heróis da Batalha de Stalingrado como um símbolo de heroísmo e patriotismo da nação soviética e um tributo à memória daqueles que morreram nesta batalha às margens do rio Volga, o palco terrestre mais significativo da Segunda Guerra Mundial. |